# Colpodaspididae
Colpodaspididae is een familie van weekdieren uit de klasse van de Gastropoda (slakken).

## Geslachten
- Colobocephalus M. Sars, 1870
- Colpodaspis M. Sars, 1870